# فاسكو كروز
فاسكو كروز (11 أغسطس 1994 في البرتغال - ) هو لاعب كرة قدم برتغالي في مركز الدفاع. لعب مع AD Fafe ‏.

## وصلات خارجية
- فاسكو كروز على موقع قاعدة بيانات كرة القدم.إي يو (الإنجليزية)
- فاسكو كروز على موقع Soccerway.com (الإنجليزية)